# Metropolia Niamey
Metropolia Niamey – jedyna metropolia kościoła rzymskokatolickiego w Nigrze. Została ustanowiona 25 maja 2007.

## Diecezje
- Archidiecezja Niamey
  - Diecezja Maradi

## Metropolici
- Michel Christian Cartatéguy (2007-2014)
- Djalwana Laurent Lompo (od 2014)